# Bratz: Rock Angelz (trilha sonora)
Bratz: Rock Angelz Soundtrack é o primeiro álbum lançado da franquia de bonecas Bratz. Ele apresenta as músicas do filme e videogame "Rock Angelz", também da serie animada "Bratz".

## Faixas
| N.º            | Título              | Duração |  |
| 1.             | "So Good"           | 3:07    |  |
| 2.             | "Change the World"  | 3:25    |  |
| 3.             | "I Don't Care"      | 2:51    |  |
| 4.             | "All About You"     | 4:11    |  |
| 5.             | "Who I Am"          | 3:09    |  |
| 6.             | "So What"           | 3:15    |  |
| 7.             | "You Think"         | 3:29    |  |
| 8.             | "It Could Be Yours" | 3:00    |  |
| 9.             | "Lookin' Good"      | 3:35    |  |
| 10.            | "Rock the World"    | 2:52    |  |
| 11.            | "Stand Out"         | 3:03    |  |
| 12.            | "Nobody's Girl"     | 3:57    |  |
| 13.            | "Se Siente"         | 3:07    |  |
| Duração total: | Duração total:      | 43:01   |  |

| UK Special Edition |                              |         |  |
| N.º                | Título                       | Duração |  |
| 13.                | "Hey (When the Angelz Play)" | 3:19    |  |
| 14.                | "Grow Up (Blah Blah Blah)"   | 3:03    |  |

## Charts

### Album
| Charts                   | Posições |
| ------------------------ | -------- |
| Australian Albums (ARIA) | 22       |
| US Billboard 200         | 79       |

### Singles
| \| Chart \| Posições \| \| --------------------------------- \| -------- \| \| Austrália (ARIA)[1] \| 14 \| \| Reino Unido (UK Singles Chart)[2] \| 23 \| 1. 2. |          |
| Chart | Posições |
| Austrália (ARIA) | 14       |
| Reino Unido (UK Singles Chart) | 23       |